# Желязова Воля
Желязо̀ва Воля (на полски: Żelazowa Wola) е село в Мазовското войводство, източноцентрална Полша. Лежи на река Утрата, около 46 km западно от столицата Варшава и на 2 km североизточно от Сохачев. Към 2011 г. селото има население от 61 души.
В 1810 г. в Желязова Воля се ражда френско-полският пианист и композитор Фредерик Шопен. Там се намира и къщата музей, която е част от музея на Фредерик Шопен във Варшава, управляван от Народния институт „Фредерик Шопен“. Къщата е заобиколена от парк, създаден през 1932 – 1939 по проекта на Франчишек Кживда-Полковски. На терена на парка се намира паметник на композитора, създаден от Юзеф Гославски.